# Thoại Mỹ
Thoại Mỹ, tên thật là Nguyễn Thị Ngọc Mỹ (sinh ngày 28 tháng 4, năm 1969 tại Sài Gòn). Cô bắt đầu đi hát cải lương vào năm 11 tuổi với sự dìu dắt của chị gái là NSND Thoại Miêu và Út Trong là người đã dạy Thoại Mỹ hát cải lương.

## Giải thưởng
- Năm 1990: đạt huy chương Bạc tại Liên hoan sân khấu toàn quốc (vai Lan - vở Giũ áo bụi đời).
- Năm 1992: đạt huy chương Vàng Giải Trần Hữu Trang (vai Hồng Phụng - tuồng Ngọc Kỳ Lân).
- Đạt huy chương Vàng, huy chương Bạc giải Mai Vàng do bạn đọc báo Người lao động bình chọn là diễn viên xuất sắc. Diễn thành công nhất là tuồng Ngọc Kỳ Lân với vai nữ soái Hồng Phụng[1].
- Năm 1992: là diễn viên được yêu thích nhất do báo Sân khấu và Hội Sân khấu tổ chức trưng cầu ý kiến đọc giả và khán giá.
- Năm 1995: là diễn viên xuất sắc giải Trần Hữu Trang được yêu thích nhất do Báo Sân khấu và Hội Sân khấu tổ chức trưng cầu ý kiến.
- Năm 1995: đoạt giải Mai Vàng (vai Võ Tắc Thiên - vở Thái Bình Công chúa).
- Ngày 12 tháng 9 năm 2003: Huy chương vì sự nghiệp sân khấu.
- Năm 2003: đạt giải Mai Vàng do báo Người lao động bình chọn (vai Lan – Lời thú tội muộn màng).
- Năm 2003: đạt Huy Chương Văn Hóa.
- Ngày 14 tháng 1 năm 2004: đạt giải Mai Vàng do báo Người lao động bình chọn.[3].
- Năm 2004: là gương mặt nghệ sĩ sân khấu ấn tượng do bạn đọc báo Tuổi Trẻ bình chọn.
- Ngày 21 tháng 4 năm 2004: đạt huy chương Vàng Diễn viên tài sắc (vai Ngọc Hân - Hồn Thơ Ngọc)
- Năm 2005: đạt huy chương Vàng tại Hội diễn cải lương chuyên nghiệp toàn quốc (vai Phượng - vở Rồng Phượng).
- Năm 2005: đạt giải Mai vàng do báo Người lao động bình chọn (vai Phượng – Rồng Phượng).
- Năm 2007: đạt giải Mai vàng do báo Người lao động bình chọn (vai Thúy Kiều – Kim Vân Kiều).
- Năm 2007: đạt danh hiệu Nghệ sĩ Ưu tú[1][4]
- Năm 2019: đạt giải Mai vàng do báo Người lao động bình chọn (vai Nhớ - Diều Ơi)

### Tân cổ giao duyên
- Câu chuyện đầu năm (Tân nhạc: Hoài An; cổ nhạc: Thạch Tuyền)
- Lửa gần rơm (Tân nhạc: Trần Trịnh; lời vọng cổ: Hoàng Song Việt)
- Yêu chị Hai lúa (Nhạc: Chế Thanh; lời vọng cổ: Hữu Châu)
- Thiên duyên tiền định (Nhạc: Hoài Linh; lời vọng cổ: Tô Thiên Kiều)
- Tình thắm duyên quê (Tác giả: Trúc Phương)
- Thương quá Việt Nam (Tác giả: Phạm Thế Mỹ)
- Trai tài gái sắc (Tân nhạc: Mã Thu Giang; cổ nhạc: Bạch Mai)
- Diệu kỳ sức sống Cải lương (Tác giả: Lâm Hữu Tặng)
- Nỗi buồn mẹ tôi (Nhạc: Minh Vy; lời vọng cổ: Viễn Châu)
- Hành trình trên đất phù sa (Nhạc: Thanh Sơn; lời vọng cổ: Dương Đình Trí)
- Ru lại câu hò (Nhạc: Vũ Quốc Việt; lời vọng cổ: Hoàng Song Việt)
- Dạ cổ hoài lang (Nguyên tác: Cao Văn Lầu; vọng cổ: Tô Thiên Kiều)
- Con gái của mẹ (Tân nhạc: Giao Tiên; lời vọng cổ: Loan Thảo)

### Tân nhạc
- Mẹ từ bi
- Xuân quê tôi
- Tằm vương tơ
- Miền Tây quê tôi (Sáng tác: Cao Minh Thu)
- Đêm giao thừa nghe một khúc dân ca (Sáng tác: Võ Đông Điền)
- Tình duyên đầu năm (Sáng tác: Quốc Bảo)